# Міте Цикарський
Міте Цикарський (мак. Мите Цикарски, нар. 6 січня 1993, Струмиця) — македонський футболіст, захисник клубу «Вардар». Виступав також за низку македонських і закордонних клубів, та національну збірну Північної Македонії. Дворазовий чемпіон Македонії.

## Клубна кар'єра
Міте Цикарський народився 1993 року в місті Струмиця. Розпочав займатися футболом у школі сербського клубу «Партизан». У професійному футболі Цикарський дебютував 2011 року в складі македонської команди «Вардар», в якій виступав до 2014 року, взявши участь у 69 матчах чемпіонату. У складі команди зі Скоп'є футболіст став дворазовим чемпіоном Македонії.
У 2014 році Цикарський став гравцем клубу «Работнічкі», в якому грав до 2016 року. З 2016 до 2018 року македонський захисник грав у складі кіпрського клубу «Етнікос» (Ахна), після чого в 2018—2019 роках виступав у грецькому клубі «ПАС Яніна». У 2019 році футболіст перейшов до румунського клубу «Газ Метан», після чого в 2020 році нетривалий час грав на батьківщині в складі клубу «Академія Пандєва». У цьому ж році Цикарський перейшов до болгарського клубу «Ботев» (Пловдив), у якому грав до 2022 року, після чого вдруге за кар'єру став гравцем клубу «Академія Пандєва».
У 2024 році Міте Цикарський став гравцем клубу «Македонія Гьорче Петров». З початку 2025 року футболіст удруге за кар'єру став гравцем клубу «Вардар».

## Виступи за збірні
У 2011 році Міте Цикарський дебютував у складі юнацької збірної Північної Македонії, загалом на юнацькому рівні взяв участь у 8 іграх.
Протягом 2012—2013 років футболіст грав у складі молодіжної збірної Північної Македонії. На молодіжному рівні зіграв у 7 офіційних матчах.
У 2012 році Цикарський дебютував у складі національної збірної Північної Македонії. У складі національної збірної грав до 2016 року, загалом зіграв у її складі 3 матчі, в яких забитими голами не відзначився.

## Титули і досягнення
- Чемпіон Македонії (2):

«Вардар»: 2011–2012, 2012–2013